# Чемпіонат УСРР з футболу 1932
Чемпіонат УСРР з футболу 1932 — восьмий (серед збірних міст) чемпіонат УСРР з футболу. Турнір мав офіційну назву Всеукраїнські змагання з футболу і проводився в рамках підготовки до Світової Спартакіади (що була запланована на 1933 рік).
Чемпіоном УСРР усьоме стала збірна міста Харкова.

## Передумови
Усі спортивні змагання 1932 року були підпорядковані меті підготовки до Світової Спартакіади, що мала відбутися у 1933 році в Москві. Заводські, районні, профспілкові, обласні та всеукраїнські спартакіади провадилися протягом усього весняно-літньо-осіннього сезону 1932 року. Участь у всеукраїнських стартах брали збірні шести новоутворених областей та Молдавської АСРР. Фінальний турнір футбольної першості планувалося провести в Харкові.
— 25-го серпня на всеукраїнській водній станції (Миколаїв) відбудеться всеукраїнське свято з водного спорту, як підготовний етап до всесвітньої спартакіяди. У змаганні беруть участь понад 200 фізкультурників всіх водних районів України. — 20 серпня в Харкові влаштовується всеукраїнське свято з гімнастики і футболу.

## Кваліфікаційні матчі
У кваліфікаційних зустрічах взяли участь представники усіх регіонів тогочасної України (Харків потрапив одразу до фіналу): Молдавської АСРР та 5 областей (збірні або чемпіони області, зокрема, Донбас представляла збірна чемпіона області Горлівки та віце-чемпіона Сталіна). Матчі відбулися 16-18 серпня, фіналістами стали:
Дніпропетровське — переможець Одеси, Вінниця — переможець Києва, Харків в кращому складі та команда Донбасу.
| Дата           | Команда 1       | Рахунок    | Команда 2       |
| -------------- | --------------- | ---------- | --------------- |
| 16 серпня 1932 | Дніпропетровськ | 4:0 (?:0)  | Одеса           |
| 18 серпня 1932 | Вінниця         | 4:1 (?:?)  | Київ            |
| ? серпня 1932  | Донбас          | 17:0 (?:0) | Молдавська АСРР |

## Фінальний турнір
Як початок фінального турніру, так і місце його проведення були перенесені (причому останнє двічі). Спершу футбольні змагання перенесли з 20 серпня з Харкова (що готувався до проведення Першої Всеукраїнської дитячої спартакіади) у Запоріжжя на 24 серпня. А після двох проведених турів — третій тур було перенесено до Дніпропетровська.
У першому турі зустрілися Вінниця — Дніпропетровськ та Харків — Донбас:
Всеукраїнські змагання з футболу. 24 серпня 1932 року до м. Запоріжжя прибули чотири сильні футбольні колективи, які повинні поділити між собою першість України. ...Перша зустріч відбулась 24 серпня. На полі зустрінулись Вінниця — Дніпропетровське. Вінниця з перших хвилин гри бере посилений темп і на восьмій хвилині забиває супротивникові першого м'яча. ...Другий тайм почався з подвоєним темпом команд та з великим напруженням глядачів. Праве крило Дніпропетровського — Бородин бере м'яча проривом і на 10 хв. вирівнює рахунок. Дніпропетровське — після одвітного м'яча бере ініціативу і на 20 хвилині вкочує другого м'яча. Вінниця намагається відквитатися але не має змоги відбити супротивника, що вперто насів на ворота Вінниці й на 30 хвилині вкочує за рахунком третього м'яча.
Того ж дня відбувся матч Харків — Донбас. ...На 12 хвилині центр Донбасу — Наумов подає першого й останнього м'яча в порожні ворота харківчан. ...Харків подає нестримних чотири м'ячі в сітку Донбасу, і на цьому закінчується гра.
Матчі другого туру відбулися 25 і 26 серпня:
25 серпня на стадіоні МРФК о 6 годині вечора зустрічається дві команди Донбас — Вінниця. ...З перших хвилин гри Вінниця бере ініціятиву і на 2 хвилині м'яч у сітці супротивника. Донбас не розгубився й на 3-ій хвилині подає одвітного м'яча. ...Темп гри на 7 хвилині дає наслідок: Вінниця подає Донбасові другого м'яча. Вінниця невпинно тисне на Донбас. Тут треба відзначити гольмана Новікова, що невпинно ловить м'ячі, а так само чудово грає на захисті Навольнев. Другий тайм почався сильною атакою Донбасу на ворота Вінниці, і на 12-й хвилині центр Наумов з 11-тиметрівки вирівнює рахунок 2:2. ...На 42-ій хвилині Донбас проривом у скаженому темпі подає м'яча до воріт Вінниці. Тут відзначився від усіх грачів Наумов — центр Донбасу, що спокійно обдурив захист і, залишившись з гольманом один на один, вкотив третього м'яча.
26 серпня стадіон переповнений вщерть. Грає Дніпропетровське — Харків. ...З перших хвилин гри ініціятиву, як і слід було чекати, бере Харків і, вперто наступаючи, подає першого м'яча супротивникові. Тут Дніпропетровське остаточно розгубилося, що не личить команді, і одержує другого м'яча. ...Харків, не звертаючи уваги, особливо брати Фоміни та ліве крило — Копійка намагається якнайбільшим рахунком розбити супротивника. Дніпропетровське вже не сперечається за першість і одержує несподівано підряд ще чотири м'ячі.
Після цього матчу всі команди переїхали до Дніпропетровська, де у третьому турі мала вирішитися доля срібних нагород:
Решта матчів Донбас —Дніпропетровське та Харків — Вінниця були перенесені в Дніпропетровське. Наслідок гри такий: Донбас вибив Дніпропетровське, а Харків — Вінницю.
| Дата           | Команда 1       | Рахунок   | Команда 2       |
| -------------- | --------------- | --------- | --------------- |
| 24 серпня 1932 | Вінниця         | 1:3 (1:0) | Дніпропетровськ |
| 24 серпня 1932 | Харків          | 4:1 (?:1) | Донбас          |
| 25 серпня 1932 | Донбас          | 3:2 (1:2) | Вінниця         |
| 26 серпня 1932 | Дніпропетровськ | 0:6 (0:2) | Харків          |
| 28 серпня 1932 | Дніпропетровськ | 1:4 (?:?) | Донбас          |
| 28 серпня 1932 | Харків          | 2:1 (?:?) | Вінниця         |

Склад Збірної Харкова: О. Бабкін, П. Семенов, І. Володимирський, Іван Привалов, Володимир Фомін, Микола Фомін; Сергій Копійко, Микола Зуб, П. Міщенко, Олександр Шпаковський,  Петро Паровишніков.

## Підсумкова таблиця
| М | Команда         | І | В | Н | П | РМ   | О |
| - | --------------- | - | - | - | - | ---- | - |
|   | Харків          | 3 | 3 | 0 | 0 | 12−2 | 6 |
|   | Донбас          | 3 | 2 | 0 | 1 | 8−7  | 4 |
|   | Дніпропетровськ | 3 | 1 | 0 | 2 | 4−11 | 2 |
| 4 | Вінниця         | 3 | 0 | 0 | 3 | 4−8  | 0 |

### Загальна класифікація
| М | Команда         | І | В | Н | П | РМ   | О |
| - | --------------- | - | - | - | - | ---- | - |
|   | Харків          | 3 | 3 | 0 | 0 | 12−2 | 6 |
|   | Донбас          | 4 | 3 | 0 | 1 | 25−7 | 6 |
|   | Дніпропетровськ | 4 | 2 | 0 | 2 | 8−11 | 4 |
| 4 | Вінниця         | 4 | 1 | 0 | 3 | 8−9  | 2 |
| 5 | Київ            | 1 | 0 | 0 | 1 | 1−4  | 0 |
| 5 | Одеса           | 1 | 0 | 0 | 1 | 0−4  | 0 |
| 5 | Молдавська АСРР | 1 | 0 | 0 | 1 | 0−17 | 0 |